# Pilea borbonica
Pilea borbonica är en nässelväxtart som beskrevs av W. Marais. Pilea borbonica ingår i släktet pileor, och familjen nässelväxter. Inga underarter finns listade i Catalogue of Life.